# Garfield Barwick
Sir Garfield Edward John Barwick AK, GCMG, PC (* 22. Juni 1903 in Sydney, New South Wales; † 14. Juli 1997 in Sydney, New South Wales) war ein australischer Politiker und unter anderem Außenminister des Landes. Zudem war er Oberster Richter mit der längsten Dienstzeit in der Geschichte Australiens.

## Frühes Leben
Barwick wurde in Sydney, New South Wales, geboren und besuchte die Fort Street High School. Für seinen Abschluss an der Universität Sydney erhielt er die University Medal in Jura als Auszeichnung für besondere Anstrengungen als Student. Seine methodistische Familie lebte in bescheidenen Verhältnissen. Obwohl er ein guter Student war und seine eigene Kanzlei eröffnete, litt er stark unter der Weltwirtschaftskrise. Nachdem es ihm nicht möglich war, ein Bank-Darlehen eines Cousins zurückzuzahlen, für das er bei der Bank gebürgt hatte, war er bankrott. Dies wurde ihm während seiner gesamten Karriere nachgehalten. Als Barrister konnte er sich dennoch an vielen Gerichten einen guten Ruf erarbeiten. In vielen national bedeutsamen Gerichtsverfahren war er als Verteidiger involviert. Darüber hinaus fungierte er 1973/1974 als Ad-hoc-Richter am Internationalen Gerichtshof in Den Haag. Am 6. Februar 1954 wurde er als Knight Bachelor in den Ritterstand erhoben.
Einer seiner größten Erfolge vor Gericht war es, von 13 zum Tode verurteilten Malaysiern zwölf zu retten, da er Ungenauigkeiten bei der Formulierung der Haftbefehle fand. Der Malaysier, der sich ein anderes Anwaltsteam nahm, wurde hingerichtet, da diese nicht überzeugend genug ihre Einwände darlegten.

## Politische Karriere
Barwick wurde als Mitglied der Liberal Party of Australia im Wahlbezirk Parramatta bei einer Nachwahl am 8. März 1958 in das australische Repräsentantenhaus gewählt und bei den Bundeswahlen 1958, 1961 und 1963 wiedergewählt. Während seiner Zeit im australischen Parlament diente er als Generalanwalt und Außenminister. Als Generalanwalt unterstützte er die Einführung des Matrimonial Causes Act und des Crimes Act. Bei der 15., 17. und 18. Generalversammlung der Vereinten Nationen führte er die australische Delegation an.
Am 27. April 1964 wurde er als Chief Justice des High Court von Australia ernannt und damit als erster Absolvent der Universität von Sydney oberster Richter des Landes. An der Entstehung des Gebäudes für den High Court in Canberra war er maßgeblich beteiligt. Im Jahr 1966 wurde er der erste Präsident der Australian Conservation Foundation, einer gemeinnützigen Organisation zur Erhaltung der australischen Natur.
Am 1. Januar 1965 wurde er zum Knight Grand Cross des Order of St. Michael and St. George geschlagen, am 8. Juni 1981 zum Knight des Order of Australia.
Im Jahr 1981 trat er von seinem Amt im Gericht zurück – nach fast 17 Jahren (April 1964-Februar 1981). Im Alter von 94 Jahren verstarb Barwick 1997 in seiner Heimatstadt Sydney.

## Schriften
- A Radical Tory. Garfield Barwick's Reflections and recollections. Federation Press, Sydney, 1995, ISBN 1-86287-236-8.